# Піньятаро-Інтерамна
Піньятаро-Інтерамна (італ. Pignataro Interamna) — муніципалітет в Італії, у регіоні Лаціо,  провінція Фрозіноне.
Піньятаро-Інтерамна розташоване на відстані близько 120 км на південний схід від Рима, 45 км на південний схід від Фрозіноне.
Населення — 2575 осіб (2014).
Покровитель — Найсвятіший Спаситель.

## Демографія
Населення за роками:

Станом на 1 січня 2023 року в муніципалітеті офіційно проживали 152 іноземці з 28 країн, серед них 42 громадяни країн Євросоюзу та 12 громадян України.

## Сусідні муніципалітети
- Акуїно
- Кассіно
- Есперія
- П'єдімонте-Сан-Джермано
- Понтекорво
- Сан-Джорджо-а-Лірі
- Сант'Аполлінаре
- Вілла-Санта-Лучія